# Arrondissement Lens
Arrondissement Lens je francouzský arrondissement ležící v departementu Pas-de-Calais v regionu Hauts-de-France. Člení se dále na 9 kantonů a 50 obcí.

## Kantony
od roku 2015:
- Avion
- Bully-les-Mines
- Carvin
- Harnes
- Hénin-Beaumont-1
- Hénin-Beaumont-2
- Lens
- Liévin
- Wingles

před rokem 2015:
- Avion
- Bully-les-Mines
- Carvin
- Courrières
- Harnes
- Hénin-Beaumont
- Leforest
- Lens-Est
- Lens-Nord-Est
- Lens-Nord-Ouest
- Liévin-Nord
- Liévin-Sud
- Montigny-en-Gohelle
- Noyelles-sous-Lens
- Rouvroy
- Sains-en-Gohelle
- Wingles